# エナジー宇宙

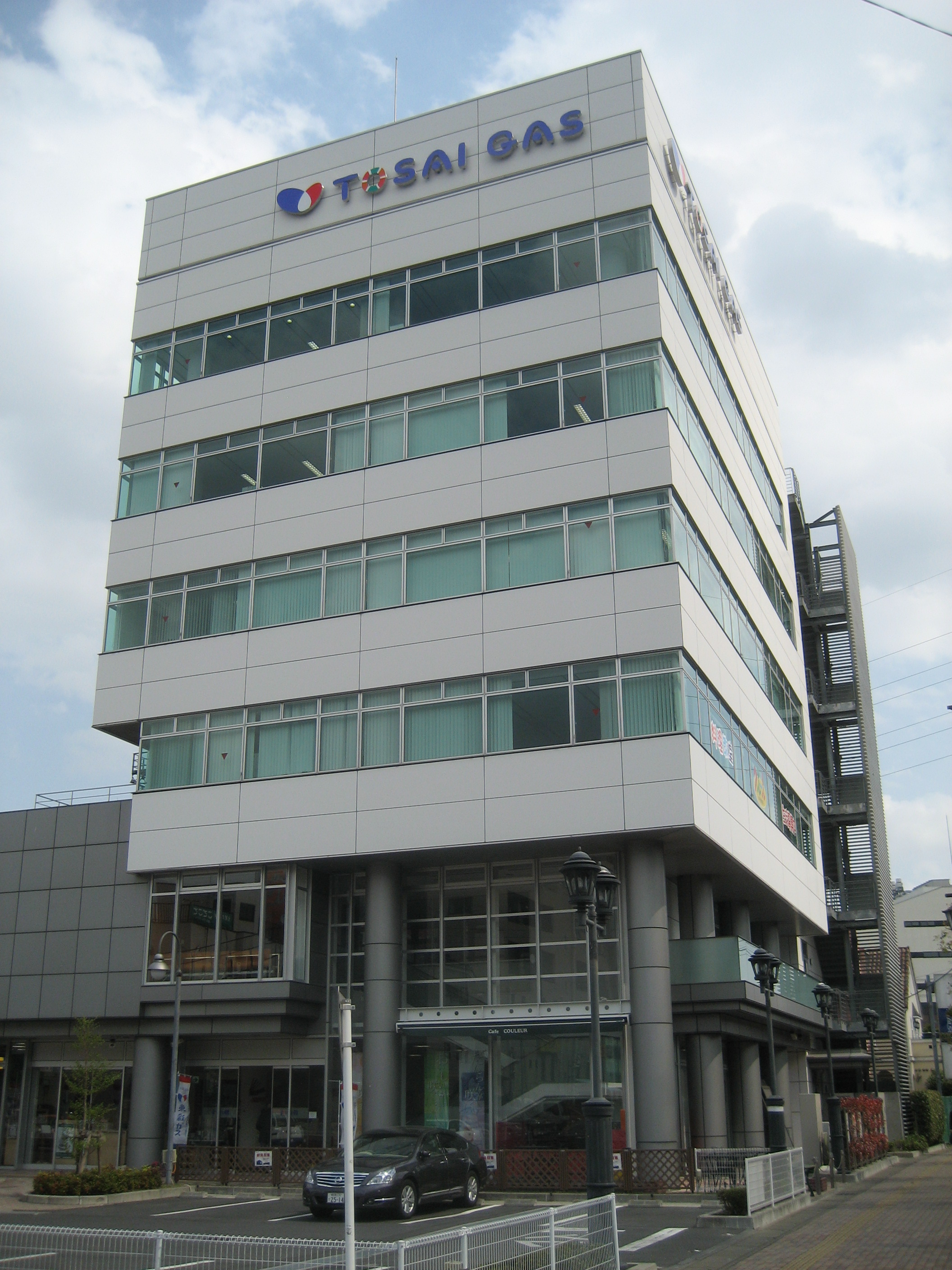
東彩ガス本社 (現在の日本瓦斯越谷北営業所)

株式会社エナジー宇宙（エナジーそら、英: Energy Sola Platforms Co., Ltd.）は、東京都渋谷区に本社を置く、日本瓦斯（ニチガス）グループ内の都市ガスやプロパンガスなどのエネルギープラットフォーム事業を担う会社である。

## 概要
エネルギー小売の日本瓦斯（ニチガス）の都市ガス供給事業（エネルギープラットフォーム事業）を展開している。
2024年1月1日のニチガスグループの再編までは、東彩ガス株式会社として、春日部市、越谷市、吉川市、松伏町、岩槻区、宮代町、久喜市の一部、鴻巣市の一部、加須市の一部、五霞町で都市ガスやLPガスのエネルギー小売事業を、比企郡滑川町、栃木県下都賀郡壬生町などでプロパンガスの販売営業所を展開していた。

## 沿革
- 1960年（昭和35年）- 関東ガス株式会社設立。春日部市[注釈 2]において都市ガス事業を開始する。
- 1961年（昭和36年）- 東武ガス株式会社設立。越谷市において都市ガスの供給を開始する。
- 1962年（昭和37年）- 東武液化ガス株式会社設立。プロパンガスの供給を開始する。
- 1971年（昭和46年）- 吉川ガス株式会社設立。吉川町(現:吉川市)において都市ガスの供給を開始する。
- 1975年（昭和50年）- 上記4社が東武グループ（東武鉄道系列）会社となる。
- 1993年（平成5年） - 上記4社が合併し、東武ガス株式会社が発足。
- 1998年（平成10年）- 天然ガスへの転換を完了する。
- 2002年（平成14年）- ニチガスグループ（日本瓦斯系列）入りする。
- 2003年（平成15年）- 東部ガス、東彩ガス株式会社に社名を変更。
- 2005年（平成17年）- 越谷市に新社屋《彩life館》完成
- 2007年（平成19年）- 庄和都市ガス株式会社を吸収合併
- 2014年（平成26年）- 株式交換により日本瓦斯の完全子会社となる。
- 2020年（令和2年）- 新日本ガス株式会社を吸収合併[2]。
- 2024年（令和6年）1月1日 - 日本瓦斯へエネルギー小売事業を譲渡。東日本ガス・北日本ガスを吸収合併し、社名を株式会社エナジー宇宙に変更[3]。本社を東京都渋谷区へ移転。

## ガス供給区域

### 埼玉県
- 春日部市
  - 旧春日部市[注釈 3]
  - 旧庄和町[注釈 4]
- 越谷市[注釈 5]
- 吉川市[注釈 6]
- 松伏町
- さいたま市岩槻区
- 宮代町
- 桶川市
- 久喜市の一部[注釈 1]
  - 旧久喜市
  - 旧菖蒲町
  - 旧栗橋町
- 鴻巣市の一部
- 蓮田市の一部[注釈 7]
- 白岡市の一部[注釈 7]
- 加須市の一部
  - 旧加須市
  - 旧大利根町

### 茨城県
- 五霞町
- 取手市

五霞町は東彩ガス、取手市は東日本ガスからの継承区域

### 千葉県
- 我孫子市（新木野・布佐地区 - 日本瓦斯、それ以外は旧東日本ガスからの継承区域）
- 栄町 - 旧東日本ガスからの継承区域
- 成田市・富里町の一部 - 日本瓦斯からの継承区域

### 栃木県
- 真岡市 - 日本瓦斯からの継承区域
- 鹿沼市・小山市・下野市 - 旧北日本ガスからの継承区域

### 神奈川県
- 川崎市宮前区（南平台・初山地区）
- 相模原市（上鶴間本町の一部）

いずれも日本瓦斯からの継承区域

## 関連会社
- 日本瓦斯株式会社
- 東日本ガス株式会社
- 北日本ガス株式会社

## 脚註